# Csaba Bukta
Csaba Bukta (Törökszentmiklós, 25 luglio 2001) è un calciatore ungherese, attaccante del Vasas.

## Caratteristiche tecniche
È un'ala sinistra.

## Carriera

### Club
Ha giocato nella prima divisione austriaca con l'Altach.

### Nazionale
Nel 2021 viene convocato dalla nazionale Under-21 ungherese per il campionato europeo di categoria; il 24 marzo scende in campo nel match della fase a gironi contro la Romania.

## Statistiche
Statistiche aggiornate al 27 marzo 2021.

### Presenze e reti nei club
| Stagione        | Squadra         | Campionato      | Campionato | Campionato | Coppe nazionali | Coppe nazionali | Coppe nazionali | Coppe continentali | Coppe continentali | Coppe continentali | Altre coppe | Altre coppe | Altre coppe | Totale | Totale | Totale |
| Stagione        | Squadra         | Comp            | Pres       | Reti       | Comp            | Pres            | Reti            | Comp               | Pres               | Reti               | Comp        | Pres        | Reti        | Pres   | Reti   |        |
| --------------- | --------------- | --------------- | ---------- | ---------- | --------------- | --------------- | --------------- | ------------------ | ------------------ | ------------------ | ----------- | ----------- | ----------- | ------ | ------ | ------ |
| 2018-2019       | Liefering       | 1L              | 1          | 1          |                 | -               | -               |                    | -                  | -                  |             | -           | -           | 1      | 1      |        |
| 2019-2020       | Liefering       | 1L              | 20         | 7          |                 | -               | -               |                    | -                  | -                  |             | -           | -           | 20     | 7      |        |
| 2020-2021       | Liefering       | 1L              | 6          | 1          |                 | -               | -               |                    | -                  | -                  |             | -           | -           | 6      | 1      |        |
| 2020-2021       | Altach          | BL              | 17         | 0          | CA              | 0               | 0               |                    | -                  | -                  |             | -           | -           | 10     | 0      |        |
| 2021-2022       | Altach          | BL              | 19         | 0          | CA              | 1               | 0               |                    | -                  | -                  |             | -           | -           | 20     | 0      |        |
| 2022-2023       | Altach          | BL              | 27         | 0          | CA              | 2               | 0               |                    | -                  | -                  |             | -           | -           | 29     | 0      |        |
| Totale carriera | Totale carriera | Totale carriera | 90         | 9          |                 | 3               | 0               |                    | -                  | -                  |             | -           | -           | 93     | 9      |        |